# Mellinghausen
Mellinghausen er en kommune i amtet ("Samtgemeinde") Siedenburg i Landkreis Diepholz i den tyske delstat Niedersachsen.
Kommunen ligger omkring otte kilometer nordøst for Sulingen ved den nedlagte godsbanerute mellem Sulingen og Nienburg.